# Doomのソース移植一覧
この記事は、元々コンピュータゲーム『Doom』で使用されていたDoomエンジンの非公式ソース（コード）移植の一覧である。ほとんどの場合、ここに示されているソース移植は、id Softwareまたは関連会社によって作成されたDoomの公式版とは対照的に、Doomコミュニティによって行われた改造であり、日本語のメディアでは互換エンジンと呼ばれることもある。
Doomエンジンのソースコードは1997年12月23日に公開された。Doomは元々MS-DOS用に制作されたが、DOS版ではプロプライエタリなサウンドライブラリを使用していたため、公開されたオリジナルのソースコードはDOS版の後に発売されたLinux版のものであった。ソース移植の本来の目的はクロスプラットフォームの互換性であったが、Doomソースコードの公開後まもなく、プログラマー達は独自のソース移植にある古い未対処の『Doom』のバグと欠陥を修正し、その後ゲーム機能の強化やゲームプレイを変更する独自の改造（Mod）を導入した。
このソースコードはもともと商用利用を禁じ、プログラマが実行可能形式で公開したModのソースコードを提供することを要求しないプロプライエタリなライセンスの下で公開されていたが、コミュニティからの要望を受けて1999年10月3日にGNU General Public Licenseの下で再公開された。

## パソコン

### GNU/LinuxおよびWindows（IBM PC互換）

#### GLDoom
最初のソース移植の1つであり、よく知られているものの1つであるGLDoomは、DoomエンジンにOpenGLアクセラレーションされたグラフィックサポートを導入する最初の試みであった。プロジェクトは、1999年に開発者の自宅での事故でソースコードが失われたため滅びた。しかし、2010年4月に作者は友人のハードドライブの1つでGLDoomのソースを再発見し、いくつかの修正を行った。それにもかかわらず、2010年4月11日現在、開発は休止状態が続いている。

#### Boomと派生
Boomは、TeamTNTによるDoomソースコードのDOS向け移植である。多くのソフトウェアの不具合を修正し、エンジンに他の多くのソフトウェア拡張機能を追加しており、その追加機能は大半の最新バージョンのDoomソース移植（PrBoom+、ZDoom、Doom Legacyなど）に組み込まれている。Boomの最後のアップデート、バージョン2.02は1998年10月22日に公開された。1999年10月、Boomのソースコードが公開された。ソース移植としてのBoomのさらなる開発は、DOS向けはMBF、Windows向けはPrBoom、Linux向けはLxDoomとして継続された。後者の2つは後にPrBoomとして統合され、MBFの機能の多くを引き継いだため、PrBoomの後継であるPrBoom+は事実上、Boomの現代的な等価物である。

##### LxDoom
LxDoomは、1999年にColin PhippsがBoomをベースとして制作したLinux向けのソース移植である。特にオリジナルのDoomから継承された制限とバグの削除、および計算効率の向上に重点を置いていた。2000年にはWindowsのソース移植であるPrBoomと統合し、その基礎となっている。それ以来、PrBoomはWindowsとLinuxの両方のバージョンで利用が可能であった。

##### RORDoom
RORDoomは、Julian Aubourgが作成し2000年に公開したDOSベースのソース移植である。これは、セクターが他のセクターと重なることを可能にする機能（room-over-room）を組み込んだ最初のDoomソース移植である。これにより、Doomエンジンで部屋を別の部屋の上に重ねることができないという問題が解消された。

##### Eternity Engine
Eternity Engineは、 GNU General Public Licenseの下でライセンスされたWindowsのソース移植である。2001年1月8日にバージョン3.29ベータ1として最初に公開された。元々はDoomの全改造（TC）を動作させるためのものであったが、そのプロジェクトが中断した後（最終的に2006年にキャンセルされた）、エンジンが主役となった。エンジンはSmack My Marine Up（SMMU）をベースにしている。スクリプト、ポータル、ポリオブジェクト、『Heretic』のサポートなどの機能が含まれている。

##### Marine's Best Friend
Marine's Best Friend（MBF）は、DOSベースのソース移植である。Boomをベースとしており、高解像度グラフィックス、強化されたモンスターAI、Doomのプレリリースベータ版のエミュレーションおよびプレイヤーをフォローして支援する「ヘルパー」（具体的にはエンジン名が示す犬を指す）を含むいくつかの新機能を追加する。MBFはLee Killoughによって開発され、現在はアップデートされていない。そのコードは後にソース移植の「Smack My Marine Up」のベースとして使用され、次にEternity Engineを構築するために使用された。コードの一部はPrBoomでも採用された。2004年8月、James HaleyとSteven McGranahanは、Marine's Best FriendをWindowsにWinMBFとして移植した。WinMBFは2005年1月に最後のアップデートが行われた。

##### PrBoom
PrBoomは、BoomおよびMBFのLinuxおよびWindows移植から派生したDoomのソース移植であり、オプションのOpenGLレンダラーと、以前の実行ファイル（Doomバージョン1.9、Boom、MBFなど）の動作を本質的な方法で復元できるオプションが含まれている。当初はWindowsとLinux用に設計され、AmigaOS 4、AROS、ドリームキャスト、GP2X、MorphOS、Nintendo DS、Nintendo 3DS、Wii、Rockboxにも移植されている。 PrBoom+という名前のバリエーションでは、デモの録音および表示機能が強化されている。id Software公式のDoom iPhone移植版はPrBoomをベースとしている。ソース移植は、FreedoomとともにUbuntuソフトウェアセンターとFedoraのRPMソフトウェアリポジトリにパッケージ化されている。PrBoomは、2008年11月9日にバージョン2.5.0として最終更新が行われ、PrBoom+は、2016年1月10日にバージョン2.5.1.4として最終更新が行われた。
PrBoomとPrBoom+は他のいくつかのDoomソース移植よりもシンプルであるが、オリジナルのゲームの動作に比較的近いままであり、優れたデモサポートを備えているため、好まれることが多い。ただし、他の移植の一部のバグ修正と動作の変更は、オリジナルのゲームプレイ用に制作されたステージのプレイ方法がアンバランスになり、プレーヤーに特定の利点または欠点を与える可能性がある。

#### Doomsday Engineと派生
Doomsday Engineは、GPLv2ライセンスのソース移植（以前のjDoom、jHexen、jHereticを組み込んだもの）であり、 Linux、Mac OS XおよびWindows上で動作する。このソース移植は、『Heretic』および『Hexen：Beyond Heretic』にも対応している。ハードウェアアクセラレーションエンジンは、3Dモデル、オブジェクトと動きのスムージング、シャドウ、ダイナミックライティングなどの機能をサポートしている。また、拡張機能を編集するためのXGラインおよびセクタータイプ、および組み込みのマスターサーバーゲームブラウザー（ランチャー）も内蔵している。

##### Risen3D
Risen3Dは、Doomsday Engineのバージョン1.7.8をベースにしたWindows専用フォークで2003年3月15日に公開された。当初はBoomマップ編集機能のサポートが追加されただけであったためBoomsdayと呼ばれていた。 最新バージョンであるバージョン2.2.26は2014年7月に公開された。

#### DOSDoomと派生物
1997年12月23日に公開されたDOSDoomは、公開されたDoomのソース移植としては初のものであった。DOSDoomは公開されたLinux版のDoomのソースコードを取得してDOSに移植したChi Hoangによって作成された。その後の更新で半透明性、高解像度、16ビットカラーレンダリングなど、オリジナルのDoomソースコードの公開直後には見られなかったいくつかの新機能が搭載されていった。DOSDoomの最終更新は1999年4月10日で、バージョン0.653が公開された。

##### Doom Legacy
Doom Legacyは、元々はDOSDoomのフォークとして書かれたソース移植で、マウスルック、ジャンプ、コンソール、32プレイヤーのデスマッチ、スキン、そして後にWindows、Linux、 Mac OS Xのネイティブ移植を導入している。また、多くのBoom機能と3Dアクセラレーションをサポートする。2000年12月に公開されたバージョン1.31ではステージのフロアの上に直接フロアを含められるようになるなどの追加機能が含まれており、オリジナルのDoomエンジンのゲームのようにステージを厳密に2Dにする必要はない。Doom LegacyにはFragglescriptと呼ばれる独自のスクリプト言語を有している。バージョン2はかなり長い間開発中である。

##### EDGE
Enhanced Doom Gaming Engine（EDGE）は、DOSDoomから派生した移植で2000年6月20日に最初に公開された。EDGEの最も魅力的な機能は、実行ファイルの外部にあるテキストファイル内のすべてのゲームの動作を記述するDDFシステムである。 その結果、他のソース移植に存在する制限をはるかに少なくして多くの新しい武器や機能を追加するために拡張性を使用するモッダーの間で人気を博している。EDGEはMS-DOS、Windows、Linux、BeOS、Mac OS Xなど多くのオペレーティングシステムに移植されている。EDGEの最終アップデートのバージョン1.35は、2011年4月9日に公開された。
EDGEの後継である3DGEは2011年4月11日に初公開された。新機能の中には、スクリプト機能の改善、バグ修正、OpenGLの機能強化、『Heretic』のサポート、画面分割マルチプレイなどがある。最終更新日は2016年8月22日であるが、チームは開発版の公開を頻繁に行っている。このエンジンは、Windows、Linux、Mac OSX、OpenBSD、ドリームキャストなどの複数のプラットフォームに移植されている。

#### Vavoom
VavoomはDoom、『Heretic』および『Hexen：Beyond Heretic』のソースツリーをマージして作られたソース移植。VavoomではQuakeのソースコードの一部（主にネットワーキングとレンダリングに使用される）も使用しており、『Strife：Quest for the Sigil』をサポートする最初のソース移植であった。1999年9月から開発が開始され、2000年6月14日に初公開された。その機能には、カラーライティングとソフトウェア、Direct 3DおよびOpenGLレンダラー、フリールックのサポート、3DフロアおよびBoomの拡張属性のサポートを備えた真の3Dポリゴンエンジンがある。このソース移植は、デフォルトでエンジンが使用するすべてのゲームのシェアウェアステージを取得する自由なインストーラーとともに、Fedora RPMソフトウェアリポジトリにパッケージ化されている。Vavoomの最新バージョンであるバージョン1.33は2010年12月31日に公開された。

#### ZDoomと派生
ZDoomは、Microsoft Windows、Linux、Mac OS Xをターゲットにしたソース移植である。最初のバージョンであるバージョン1.11は、1998年3月6日に公開された。ZDoom は、編集の観点から最も先進的で機能満載の Doom ソース移植の一つであり、Boom の編集拡張機能に加えて、『Hexen: Beyond Heretic』で使用されている Doomエンジンのバージョンで作られたすべての拡張機能をサポートし、いくつかの新機能も追加されている。Doomの他にも、『Chex Quest』『Heretic』『Hexen: Beyond Heretic』『Strife: Quest for the Sigil』にも対応している。他の多くのソース移植とは異なり、ZDoomはIWADに収録されているイントロのデモを含め、バニラのDoomで記録されたデモをプレイすることはできない。2016年2月22日にZDoomの最終バージョンであるバージョン2.8.1が公開された。
2017年1月7日、ZDoomのウェブサイトの管理人「randi」はZDoomの開発終了を発表し、代替としてQZDoomかGZDoomを推奨した。

##### csDoom
csDoomまたはClient/Server Doomは、インターネット上でDoomのマルチプレイヤーゲームをプレイするために特別に構築されたZDoomをベースにしたソース移植。これは（QuakeWorldの）クライアント/サーバーネットワークコードを使用する最初の移植であり、プレイヤーはその場でDoomサーバーに参加できる。プロジェクトは閉鎖され、そのソースは2001年初頭に作者によってGPLの下で公開された。それまでソースコードは非公開だった（QuakeWorldのGPLライセンスに違反していたため、作者はジョン・カーマックから公開を強いられた）。

##### GZDoom
GZDoomは、ZDoomをベースとしたソース移植であり、OpenGL 3レンダラーを含むように機能セットを拡張している。2005年8月30日に公開された。GZDoomは、Doom LegacyおよびVavoomと互換性のある3Dフロアサポート、3Dモデルサポート、360度スカイボックスなどの機能を誇っている。バージョン2.4.0は、2017年3月19日のQZDoom 1.3.0のリリースと共にZDoom.orgで正式に公開された最初のバージョンであった。
また、2019年に公開されたバージョン4.2.0は、日本語に対応している。 GZDoomの最新バージョンであるバージョン4.3.3は、2020年1月20日に公開された。

##### GZ3Doom
GZ3Doomは、GZDoomをベースとしたソース移植であり、エンジンにOculus Riftサポートを追加しつつ、Doom、Doom II、HereticおよびHexenを引き続きサポートする。

##### Odamex
Odamexは、Doomエンジンの無料クロスプラットフォームModであり、プレイヤーは簡単にDoomのオンラインプレイ専用サーバーに参加することができる。Odamexの目標は、どんなプラットフォームでも誰でもプレイできる、競争力のあるオープンソースのDoom移植になることである。移植の強化点としては、オリジナルのDoomエンジンの物理切り替えや強化された物理でプレイ、32ビットカラーレンダラー、オンザフライでパッチWADをダウンロードしてインストールする機能、キャプチャー・ザ・フラッグとチームデスマッチモードの実装などがある。

##### SkulltagとZandronum
Skulltagは(G)ZDoomをベースにしたマルチプレイヤー中心のDoom移植の一つである。32人のマルチプレイヤーとデスマッチやキャプチャー・ザ・フラッグなどの標準的モードのほか、協力プレイや侵略マップなどの様々なゲームモードが追加されている。Skulltagは3Dモデルや高解像度テクスチャに対応する。Skulltagの最終バージョンが2010年11月7日にバージョン0.98dとして公開された。Skulltagは2012年6月7日に閉鎖された。

Skultag 98eは、原作者が別のプロジェクトに移った後、同じ開発者によって作られたZandronumに引き継がれた。Zandronumは2012年8月24日にバージョン1.0として初公開された。Zandronumはサーバーごとに最大64人のオンラインプレイヤーをサポートし、Skulltagでは以前はOpenGLのみの機能だった3Dフロア用のソフトウェアレンダリングを導入した。Zandronumの最新バージョンの3.0は2017年9月7日に公開された。

##### ZDaemon
ZDaemonはDoomのオンラインマルチプレイヤーソース移植である。プレイヤーはアカウントを作成し、付属のサーバーブラウザー（ZDaemon Launcher）を使用してマルチプレーヤーサーバーに簡単に接続できる。ZDaemonランチャーは、「ZRC」（ZDaemonリレーチャット）と呼ばれる独自のクライアントを介してZDaemonのIRCチャネルにアクセスする機能も搭載している。2018年3月15日に最新バージョン1.10.01が公開された。なりすましを減らすために、バージョン1.09ではゲーム内のニックネーム認証が導入された。これにより、プレイヤーは別名（クランタグなど）を使用することができるが、実際にニックネームを所有している場合に限られる。ZDaemonは、有効になっているサーバーから経験値と同様に統計を収集する。これによりプレイヤーはプレイ中にレベルを上げることができるが、レベルを上げてもゲーム内のメリットはない。

#### Chocolate Doom
Chocolate Doomは、Windows、Linux、macOS、AmigaOS 4、MorphOSおよびその他の最近のオペレーティングシステム用のソース移植であり、オリジナルのDOS実行ファイル（「 バニラ Doom」）に可能な限り近い動作をするように設計され、DOS実行ファイルで見つかったバグの複製やゲームをクラッシュさせるバグさえもその対象となる。これは、単にソースコードにバグを残すだけではない。DOS版に存在するいくつかのバグ（たとえば、Doom IIの空のバグ）が公開されたDoomソースコードでは修正されたため、これらのバグはChocolate Doom用に再作成された。Chocolate Doomの最初のバージョンは2005年9月7日に公開された。 DOS実行ファイルにかぎりなく近い形で設計されているため、新しい機能はなく高解像度のサポートにも欠けている。ホストオペレーティングシステムの標準MIDI出力と同様にOPL3音楽エミュレーションをサポートしている。Chocolate Domはステージデザイナーや、未改造のDoomを好むプレイヤーの間で人気を博しているテストエンジンである。デフォルトでは、Windows 98で実行されているdoom.exeバージョン1.9の動作をシミュレートするが、それぞれのIWADを検出した場合、The Ultimate DoomやFinal Doomの実行ファイルをシミュレートする。Chocolate Doomの最新バージョンであるversion 3.0.0は、2017年12月30日に公開された。

#### Crispy Doom
Crispy DoomはChocolate Doomのフレンドリーフォークであり、より高いディスプレイ解像度を提供し、Doomエンジンの静的な制限を取り除き、オリジナルと完全に互換性のある構成ファイル、セーブゲーム、ネットプレイおよびデモを維持しながら、さらに視覚的、戦術的および物理的な拡張をオプションで提供している。

### BeOS
これはBeOSオペレーティングシステムと互換性のあるDoomの移植である。Doomが利用できるBeOSの詳細については脚注を参照のこと：。

### Acorn RISC OS
Jeff DoggettがDoomのオープンソースRISC OS移植を開発した。この移植はDoom、Doom II、The Ultimate DoomおよびFreedoomのゲームファイルをサポートする。

### Amiga
Amigaコンピュータには、さまざまなバージョンのDoomがある。
- ADoomは、IDのLinuxソースコードをベースとしたAmigaのネイティブ移植である[18]（68kおよびPPCバージョンが存在する[19]）。
- DoomAttackは、別のAmigaのネイティブ移植（68k AGA/RTG）[18]。
- v2.02（68k AGA）に基づくBOOM[20]
- v1.22（68k AGA / RTG）に基づくZDOOM[21]
- v0.64（68k AGA / RTG）に基づくODAMEX[22]

DoomのすべてのAmiga移植にはオリジナルのIWADが必要になる。

### OS X
ZandronumはMac OS X専用に設計されている。Doomsday、Odamex、PrBoomなどのソース移植はOS Xと互換性があるが、本来は可能な限り移植可能にすることを目的としたクロスプラットフォームプロジェクトである。

## ポータブル機器

### Nintendo DS
PrBoomの移植はニンテンドーDS用に書かれた。PWADとDEHパッチはサポートされているが、起動時にそれらをロードするための引数を持つ個別のファイルを作成することによってのみサポートされる。PCにセットアップしたPrBoomサーバーを使用する場合、Wi-Fiネットワークプレイに対応する。

### Digita OS
DOOMDは、FlashPoint Technologyのデジタルカメラ用DigitaOS用に公開された移植版。この移植は、1997年に公開されたソースコードに直接基づいている。DoomとDoom IIの両方のIWADをサポートしており、カスタムWADもサポートしているが、選択インターフェースは実装されていない。

### iPod
ハックにより、第5世代のiPodでDoomの移植版を実行できた。RockboxのRockdoomプラグイン（PrBoomベース）を実行しているiPodでDoomを実行することもできる。これには、対応デバイスにRockboxをインストールしてからRockdoomをインストールし、最後にゲームのWADファイルをコピーして実行する必要がある。これにより、RockboxがサポートするほぼすべてのデバイスでDoomを利用できるようになるが、実際の実装、制限された操作、デバイスのパワーおよび画面によってはDoomをプレイできなくなる可能性がある。

### Android
Android向けのDoomの移植がいくつか存在する。最も基本的なものの中で、AnDoomとDoom Touchがオリジナルを忠実にエミュレートし、Doom GLESはOpenGL ESのアクセラレーションされたグラフィックスを提供する。また、ネットワークマルチプレイを提供するPRBoomの移植版も利用できる。ただし、この移植はPlayストアから削除されている。

### Sony Ericsson
Sedoomは、siedoom移植をベースとしたSony Ericssonの携帯電話用のDoomエンジンのオープンソース移植である。すべての通常のIWADに対応し、カスタムWADの読み込みにも対応している。

### Symbian
C2Doomという名前の移植がS60およびS80の電話機で動作するように作成された。Bluetoothを介して、最大4人プレイヤー用の協力プレイとデスマッチのマルチプレイに対応する。

### ZuneとZune HD
OpenZDKを使用してZuneデバイスで動作する2つの移植が公開された。1つはZune HD用で、もう1つは第3世代Zune以下用である。

### TI-Nspireシリーズ
TI-Nspireグラフ計算機（具体的にはNDless脱獄ソフトウェア）用のソース移植「nDoom」が制作された。これはオリジナルのDoomエンジンの直接移植したものであり、結果としてオリジナルの実行ファイル用に設計されたすべてのIWADおよびPWADをサポートする。『Heretic：Shadow of the Serpent Riders』と『Hexen』のサポートが追加された。

## その他の移植
これらのDoomソース移植は、DoomエンジンのソースコードをベースにしながらもJava仮想マシンやAdobe Flashなどの仮想マシン上で動作するという特徴がある。後者の性質上、これらの移植の中にはCコードの自動解析（Adobe Alchemyなど）の使用を選択したものもあるが、大幅な書き換えを採用したものもある。

### HTML5
Freedoomは、Emscriptenおよびasm.jsを介して「boon」という名前でWorld Wide Webに移植されている。

### Adobe Flash
ネイティブコードで直接実行されないDoomの最も有名なバージョンは、Adobe AlchemyとActionScriptで書かれたDoom Triple Packである。これは基本的にオリジナルのCソースをコンパイル済みのAdobe Alchemyバイトコードに直接変換したもので、最近のAdobe Flash Playerのバージョンで動作するようになっている。

### Java
過去に、JavaでDoomCottやStark EngineなどのJavaでDoomソースポートを作成する試みがなされたが、放棄されたか適切にソース移植と呼べるほどの機能が得られず失敗に終わった。2010年時点で唯一アクティブなJava DoomプロジェクトはMocha Doomであり、最新のDoomソース移植と同様の機能を持ち、オリジナルのゲームデータと直接互換性がある純粋なJava実装である。

### Python
2010年、 DoomはSDLライブラリを使用してPythonスクリプト言語に「PyDoom」という名前で移植された。

### Doom 3 mod
プレイヤーがゲーム内端末を使用してオリジナルのDoomを実行できるようにするDoom 3用modが制作された。「Terminal Doom」と呼ばれるこのMODは、1997年に公開されたソースコードをベースとして、Doom 3のインタラクティブ表面上の実験を構成している。発売されたDoomのすべての小売およびシェアウェアは、この移植版でサポートされている。

### Hewlett-Packard 16700シリーズロジックアナライザー
Doomは、 PA-RISCプラットフォーム上のHP-UX 10.20に移植され、HP（後のアジレント、現在のキーサイト）の16700ファミリーのPA-RISCベースのロジックアナライザにイースターエッグとして収録された。

### VEX V5 Robot Brain
2018年、Doomはプログラミング言語「PROS」を使用してVEX Robotics V5 Brainに移植された。

## 簡略化系図
次の図は、Doomソース移植の簡略化系図を示している。